# Mistrovství Evropy v judu 2009
Mistrovství Evropy se konalo ve Sport Palace v Tbilisi, Gruzie, ve dnech 24.-26. dubna 2009.

## Program
- PAT - 24.04.2009 - superlehká váha (−60 kg, −48 kg) a pololehká váha (−66 kg, −52 kg) a lehká váha (−57 kg)
- SOB - 25.04.2009 - lehká váha (−73 kg) a polostřední váha (−81 kg, −63 kg) a střední váha (−70 kg)
- NED - 26.04.2009 - střední váha (−90 kg) a polotěžká váha (−100 kg, −78 kg) a těžká váha (+100 kg, +78 kg)

## Výsledky

### Muži
| Kategorie | Zlato                   | Stříbro                    | Bronz                    | Bronz                    |
| --------- | ----------------------- | -------------------------- | ------------------------ | ------------------------ |
| −60 kg    | Arsen Galsťan (RUS)     | Giorgi Zantaraia (UKR)     | Nestor Chergiani (GEO)   | Ludwig Paischer (AUT)    |
| −66 kg    | Miklós Ungvári (HUN)    | Tomasz Kowalski (POL)      | Alim Gadanov (RUS)       | Děnis Kozlov (LAT)       |
| −73 kg    | Volodymyr Soroka (UKR)  | Dex Elmont (NED)           | Gilles Bonhomme (FRA)    | Marcel Trudov (MDA)      |
| −81 kg    | Ivan Nifontov (RUS)     | Antonio Ciano (ITA)        | Aljaž Sedej (SLO)        | Levan Ciklauri (GEO)     |
| −90 kg    | Andrej Kazusjonok (BLR) | Varlam Lipartelijani (GEO) | Karolis Bauža (LTU)      | Elchan Mammadov (AZE)    |
| −100 kg   | Tagir Chajbulajev (RUS) | Henk Grol (NED)            | Jevgenij Borodavko (LAT) | Daniel Brata (ROU)       |
| +100 kg   | Martin Padar (EST)      | Grim Vuijsters (NED)       | Igor Makarov (BLR)       | Alexandr Michajlin (RUS) |

### Ženy
| Kategorie | Zlato                        | Stříbro                 | Bronz                      | Bronz                      |
| --------- | ---------------------------- | ----------------------- | -------------------------- | -------------------------- |
| −48 kg    | Frédérique Jossinetová (FRA) | Éva Csernoviczká (HUN)  | Michaela Baschinová (GER)  | Alina Dumitruová (ROU)     |
| −52 kg    | Natalja Kuzjutinová (RUS)    | Ana Carrascosaová (ESP) | Kitty Braviková (NED)      | Ilse Heylenová (BEL)       |
| −57 kg    | Telma Monteirová (POR)       | Sarah Clarková (GBR)    | Hedvig Karakasová (HUN)    | Morgane Riboutová (FRA)    |
| −63 kg    | Urška Žolnirová (SLO)        | Vera Kovalová (RUS)     | Marijana Miškovićová (CRO) | Elis Šlezingrová (ISR)     |
| −70 kg    | Lucie Décosseová (FRA)       | Kerstin Thieleová (GER) | Edith Boschová (NED)       | Catherine Jacquesová (BEL) |
| −78 kg    | Esther San Miguelová (ESP)   | Maryna Pryščepová (UKR) | Svetlana Timošenková (BLR) | Heide Wollertová (GER)     |
| +78 kg    | Jelena Ivaščenková (RUS)     | Urszula Sadkowská (POL) | Gülşah Kocatürková (TUR)   | Franziska Konitzová (GER)  |